# Bourrée auvergnate
 (décembre 2011).
Si vous disposez d'ouvrages ou d'articles de référence ou si vous connaissez des sites web de qualité traitant du thème abordé ici, merci de compléter l'article en donnant les références utiles à sa vérifiabilité et en les liant à la section « Notes et références ».
La bourrée auvergnate est une danse traditionnelle, originaire d'Auvergne puis répandue dans tout le Centre de la France. Elle se danse à deux, ou bien à quatre (en « quadrette »).

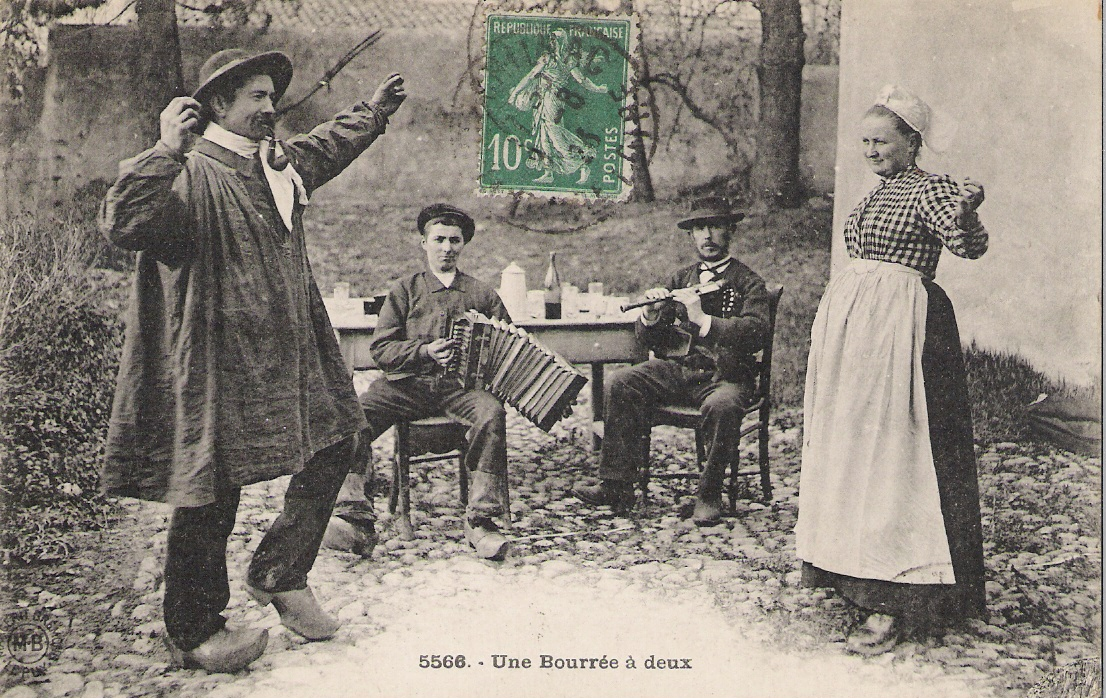
Bourrée à deux (carte postale ancienne)

## La danse

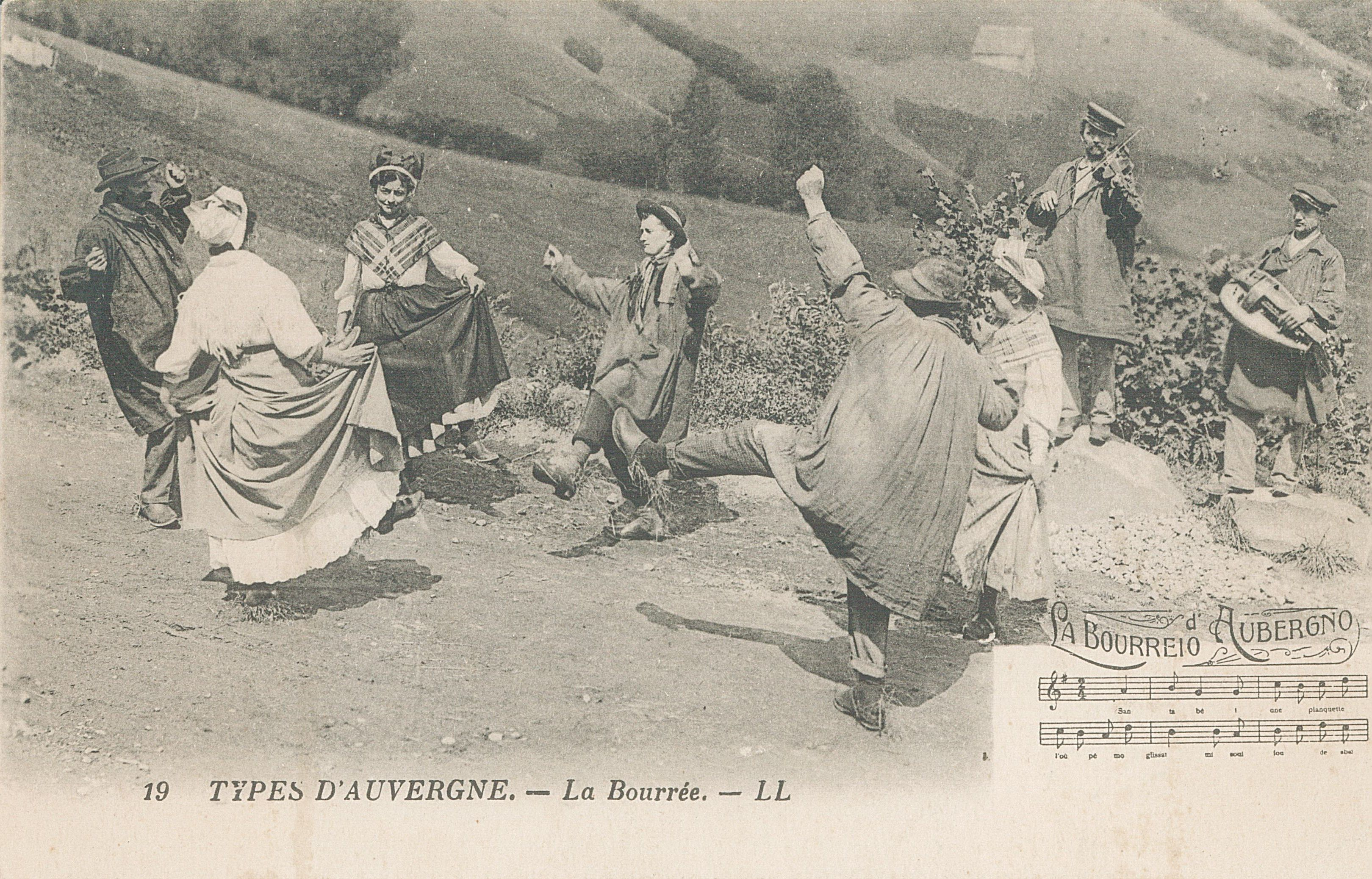
Bourrée d'Auvergne (carte postale du début du XXe siècle)

La bourrée est une danse populaire d'Auvergne qui s'est répandue dans toute l'Europe occidentale par le biais des bals folks. Devant la diversité des formes pratiquées, il est difficile d'en faire une description précise. Les éléments qui la spécifient sont : 
- Le rapport au sol glissé, ponctué de frappés.

- L'absence de contact physique entre les partenaires (entraînant une gestion individuelle de l'espace, en complicité avec ses partenaires et l'ensemble des danseurs présents dans le bal).

- L'ornementation du mouvement par les bras (balanciers, etc).

Traditionnellement, la bourrée était dansée entre hommes ou entre femmes, car il s'agit plutôt d'un moment de défi et de complicité que d'une danse de séduction. Esprit Fléchier, dans ses Mémoires sur les grands jours d'Auvergne en 1665-1666, témoigne déjà de cette exception sociale quand il voit les femmes danser la bourrée entre elles pour se défier et s'amuser. 
Il est important de distinguer la bourrée « auvergnate » proprement dite, c'est-à-dire la bourrée à trois temps, notée « Montagnarde » dans l'Album auvergnat de Jean-Baptiste Bouillet (1848), de la bourrée en lignes à deux temps. La première est répandue dans le Puy-de-Dôme, la Haute-Loire, le Cantal, le Lot, l'Aveyron, la Lozère, l'Ardèche, le Morvan, pays Sancerrois et dans tout le Limousin, et la deuxième est pratiquée surtout en Bourbonnais (Allier), en Berry, Nivernais et dans tout le Centre-France : Les danseurs du bal sont alors disposés en une ligne, en deux lignes vis-à-vis ou côte-à-côte, en quatre lignes, etc.
La bourrée d'Auvergne, à trois temps, est une danse assez libre dont la simplicité de la base chorégraphique permet de nombreuses interprétations, variations et ornementation; du fait également du grand nombre de formes différentes collectées dans les différents cantons. Le pas de base est un pas glissé à trois temps, chaque pied marquant les appuis de la base rythmique. Elle repose sur une forme standard alternant les tiroirs et les ellipses (voir figures).
Quand elles ne sont pas dansées à deux, les bourrées sont l'occasion de chorégraphies très particulières. Les plus célèbres sont :
- la crouzade (la crosada en occitan auvergnat[4])  qui figure un moulin, se danse à 4, sur 3 phrases musicales.
- la bourrée de Nasbinals (se danse à 6, sur 2 phrases musicales)
- la Louise (se danse à 6, sur 2 phrases musicales)

Certaines formes de bourrées à deux se différencient également des autres (comme la Giatte en Combrailles).

### Figures
Il existe un grand nombre de figures de bourrée, variant selon les habitudes des danseurs. En voici quelques-unes, que l'on peut voir danser fréquemment dans les bals traditionnels. 
Dans le cas où la bourrée est dansée en quadrette, voici la position de départ des figures présentées ci-dessous : chaque homme est face à sa cavalière et à droite de sa voisine. Voici quelques figures pouvant être réalisées lorsque la bourrée est dansée en quadrette :
- le tiroir : pour exécuter cette figure, les hommes effectuent un pas de bourrée latéral vers la gauche. Les femmes, quant à elles, font le même pas vers la droite tout en avançant vers le centre afin de ne pas heurter l'homme à leur droite. Lorsque les deux couples se sont croisés, les hommes effectuent un frappé. On exécute alors le même mouvement dans le sens inverse. Afin de compléter la figure, on se croise deux fois de plus.
- la chaîne anglaise : cette figure est notamment utilisée dans la crouzade. Au début de la figure, chaque danseur se tient face à son partenaire, en quadrette, et chaque couple se tient par la main droite. Les deux couples effectuent alors un demi tour vers la gauche. À ce moment, les deux hommes tendent leur main gauche et attrapent la main gauche de la partenaire de l'autre. Les nouveaux couples formés effectuent alors un demi tour vers la droite cette fois-ci. C'est alors le moment que choisissent les danseurs pour exécuter un frappé. Chaque demi-tour s'effectue sur deux mesures. À ce stade de la figure, on retrouve la position de la quadrette à ceci près que les deux hommes ont échangé de place à l'instar des deux femmes. Afin de retrouver leur place initiale, les danseurs effectuent alors le même mouvement une seconde fois. La figure fait donc au total huit mesures. Afin de compléter les seize mesures d'une partie, on la double donc.
- le moulin : les quatre danseurs joignent leur main gauche au centre. Ils tournent alors dans le sens inverse des aiguilles d'une montre en pas de bourrée autour de ce pivot. Au bout de huit mesures, les danseurs exécutent un frappé, se lâchent les mains et effectuent un demi-tour vers la droite. Les danseurs mettent alors leur main droite et tournent à nouveau autour de ce pivot mais cette fois dans le sens des aiguilles d'une montre.
- le croisé : sur les quatre premières mesures, les danseurs croisent leur vis-à-vis en le laissant sur leur gauche. Ils effectuent un demi-tour pour se trouver à nouveau face à leur partenaire. Les danseurs effectuent alors le même mouvement sur les quatre mesures suivantes afin de parvenir à la position initiale. Afin de compléter une partie entière de seize mesures, les danseurs exécutent le même mouvement deux fois.
- la poursuite : cette figure est très similaire au moulin à ceci près que les danseurs ne se tiennent pas la main au centre. Ils peuvent ainsi laisser libre cours à leur fantaisie (exécuter le pas de bourrée en arrière, etc.).

La bourrée auvergnate peut également se danser à deux. Le plus souvent, les deux danseurs effectuent les figures suivantes : 
- le tiroir : cette figure est fondée sur le même principe que le tiroir en quadrette. Les deux danseurs se font face.  Ils s'éloignent l'un de l'autre en effectuant le même pas latéral utilisé en quadrette. Ils reviennent ensuite face à face en effectuant le pas dans le sens inverse. Pour compléter la figure, les danseurs effectuent un aller-retour de plus.
- l'ellipse : les deux danseurs se tournent l'un autour de l'autre dans un mouvement elliptique. L'homme peut également tourner autour de la femme pendant que celle-ci tourne sur elle-même ou inversement.

## La musique
La musique de la bourrée en auvergne a accompagné les modes des siècles qu'elle a traversés. Depuis toujours chantée, elle a été jouée aux fifres et aux tambours du temps de l'Album auvergnat, puis les iconographies et les archives sonores des deux derniers siècles témoignent de leur interprétation à la vielle à roue, au violon, à l'accordéon, au banjo et sur de multiples cornemuses comme la cabrette, instrument emblématique du succès national de la musique des Auvergnats de Paris au début du XXe Siècle.  Lors du mouvement orphéoniste, on la pratiquait aux clarinettes, saxophones, cuivres... Aujourd'hui, elle bénéficie de tous les apports des musiques avec lesquelles elle cohabite (jazz, rock, classique...) et tend à s'électrifier lentement depuis les années 1990. Le groupe Super Parquet ou l'artiste Sourdure s'en saisissent aujourd'hui avec l'usage des lutheries électroniques. 
Souvent, les bourrées n'ayant pas de paroles, les chanteurs improvisent sur la mélodie avec des onomatopées. Mais les collectages effectués vers la fin du XIXe siècle montrent qu'un très grand nombre de bourrées sont chantées avec des paroles, en auvergnat, sont souvent courtes et qui ne servent, pour les musiciens, qu'à se remémorer la musique. Certaines bourrées se chantent néanmoins en français. Il en existe même qui se chantent aussi bien français qu'en auvergnat. Parmi celles-ci, on trouve Lo parpalhòl (le papillon), dont les paroles en français sont :
Le papillon suit la chandelle
Et l'amoureux suit la beauté
Le papillon brûle ses ailes
Et l'amoureux sa liberté.
De manière générale, les bourrées dansées dans les bals folks ont la forme suivante : 
- 1e phrase : 2 x (2 x 4) mesures
- 2e phrase : 2 x (2 x 4) mesures

Le plus souvent, on trouve une cadence suspensive à la fin des quatre premières mesures de la phrase puis une cadence conclusive à la 8e mesure de la phrase. Il en est de même pour la 12e et la 16e mesure.
Cependant, la musique n'est pas toujours régulière : il peut y avoir deux ou trois phrases musicales (voire quatre plus rarement).
Chaque phrase peut être ou non doublée et comporte entre 6 et 12 mesures. Par exemple : 
- 1e phrase : 3 x 2 mesures doublées
- 2e phrase : 2 x 4 mesures non doublées
- 3e phrase : 2 x 4 mesures doublées

Aujourd'hui, certains joueurs de bourrée s'appliquent à donner une fraicheur actuelle aux airs collectés, en adaptant les mélodies, les harmonisant d'une autre manière, et en utilisant aussi une palette d'instruments beaucoup plus larges.

## Évocation contemporaine
Le 26 juillet 2024, sur la passerelle Debilly à Paris, la bourrée auvergnate est mise à l'honneur dans la cérémonie d'ouverture des Jeux olympiques d'été par deux danseurs effectuant quelques pas sur l'air de Sandstorm, du DJ finlandais Darude.